# Волфганг Хилбиг
Волфганг Хилбиг (на немски: Wolfgang Hilbig) е германски писател, автор на стихотворения, романи, разкази и есета.

## Биография и творчество
Волфганг Хилбиг е роден в Тюрингия през 1941 г. в разгара на Втората световна война. По време на Битката при Сталинград баща му е обявен за безследно изчезнал.
След осемгодишно училищно образование в родното си градче Мойзелвиц Хилбиг изучава професията на стругар. Отбива военната си сужба в Националната народна армия на ГДР. После работи като машинен техник, изкопчия и монтьор към открития рудник за кафяви каменни въглища в Мойзелвиц.
През 1967 г. неговото предприятие го праща в Кръжок на пишещи работници в Лайпциг. Но само след една година талантливият самоук е изключен, понеже рецитираните от него стихотворения остават напълно неразбрани.
Преди това насилственото смазване на Пражката пролет хвърля Хилбиг в дълбока душевна криза.
През лятото на 1968 г. участва в неразрешено от властите литературно четене на туристически кораб в язовир край Лайпциг, което довежда до нови политически репресии за неколцина поети, но също така разкрива поетическото дарование на Хилбиг.
След като по неволя живее при пишещи приятели в Лайпциг, през 1970 г. Хилбиг се завръща в родното си градче и там работи като огняр в държавно предприятие.
Дълго време не го публикуват. Когато през 1979 г. стихосбирката му „Отсъствие“ („Abwesenheit“) излиза в Западна Германия, Хилбиг е арестуван за два месеца и после освободен, без да му е повдигнато обвинение. Преселва се в Източен Берлин, където също си намира работа като огняр.
Под влияние и съдействието на Франц Фюман през 1979 г. става писател на свободна практика и на редуване живее в Източен Берлин и Лайпциг.
През 1985 г. успява с туристическа виза да напусне ГДР и да се пресели в Западна Германия.
От 1994 до 2002 г. е женен за писателката Наташа Водин и живее със семейството си в Берлин.
За творчеството си Хилбиг е удостоен с редица литературни отличия, сред които изпъкват наградите „Ингеборг Бахман“ (1989) и „Георг Бюхнер“ (2004).
Член е на Немската академия за език и литература в Дармщат, Свободната академия на изкуствата в Лайпциг, Саксонската академия на изкуствата и Баварската академия на изящните изкуства.
На 2 юни 2007 г. Волфганг Хилбиг умира в Берлин от рак на 65-годишна възраст.

### Поезия
- Abwesenheit, Gedichte, 1979
- Die Versprengung, Gedichte, 1986
- Bilder vom Erzählen, 2001,
- Gedichte Band 1 der Werke (Gesamtausgabe), 2008

### Романи и разкази
- Unterm Neomond, Erzählungen, 1982
- Der Brief. Drei Erzählungen, 1985
- Die Territorien der Seele, Fünf Prosastücke, 1986
- Die Weiber, 1987
- Eine Übertragung, Roman, 1989
- Über den Tonfall, Drei Prosastücke, 1990
- Alte Abdeckerei, Erzählung, 1990
- Die Kunde von den Bäumen, 1992
- Grünes grünes Grab, Erzählungen, 1993
- „Ich“, Roman, 1993
- Die Arbeit an den Öfen, 1994
- Das Provisorium, Roman, 2000
- Der Schlaf der Gerechten, Erzählungen, 2002

### Сборници и други
- Die Arbeiter, 1976
- Stimme Stimme, 1983
- Das Meer in Sachsen, Prosa und Gedichte, 1991
- Zwischen den Paradiesen, Lyrik und Prosa. Mit einem Essay von Adolf Endler, 1992
- Abriß der Kritik, 1995
- Erzählungen, 2002
- Der Geruch der Bücher, Prosa und Gedichte. Gelesen vom Autor. Hörbuch-CD, 2002
- Dichtung des 20. Jahrhunderts: Meine 24 sächsischen Dichter, Hrsg. Gerhard Pötzsch, 2009

## Награди и отличия
- 1983: „Награда Братя Грим“
- 1988: Stipendium Künstlerhaus Edenkoben
- 1987: „Кранихщайнска литературна награда“
- 1989: Förderpreis der Akademie der Künste, Berlin
- 1989: „Награда Ингеборг Бахман“
- 1992: „Берлинска литературна награда“
- 1993: „Бранденбургска литературна награда“
- 1994: „Бременска литературна награда“
- 1996: Stadtschreiber zu Rheinsberg
- 1996: Literaturpreis der Deutschen Schillerstiftung Weimar
- 1997: „Награда Лесинг“, Саксония
- 1997: „Награда Фонтане“ на град Берлин
- 1999: „Награда Ханс Ерих Носак“
- 2001/2002: Stadtschreiber von Bergen-Enkheim
- 2002: „Награда Петер Хухел“ за поезия
- 2002: „Награда Валтер Бауер“
- 2002: „Награда Георг Бюхнер“
- 2007: Erwin-Strittmatter-Preis (Brandenburgischer Literaturpreis Umwelt)[4]